# Милнаципран
Милнаципран — лекарственное средство, антидепрессант группы селективных ингибиторов обратного захвата серотонина и норадреналина. Обладает более выраженной норадренергической, чем серотонинергической активностью, в малых дозах более близок по фармакологическому профилю к ребоксетину (чистому СИОЗН), чем к СИОЗСН. Не обладает седативными свойствами; для милнаципрана характерен сильно выраженный стимулирующий, энергизирующий эффект, что сближает его с такими антидепрессантами, как имипрамин. Используется для лечения больных с депрессией, сопровождающейся заторможенностью, гиперсомнией, апатией и тоской.

## Фармакодинамика
Милнаципран является ингибитором обратного захвата норадреналина и серотонина в соотношении 3:1. Действие на серотонин объясняет антидепрессивное действие, действием на норадреналин, возможно, объясняется эффективность в лечении хронической боли. Милнаципран не действует на постсинаптические H1, α-1, D1, D2, мускариновые, бензодиазепиновые, опиоидные рецепторы, чем объясняется отсутствие многих побочных эффектов, свойственных другим антидепрессантам.
В клинических испытаниях с участием более чем 1000 пациентов он показал активность, аналогичную имипрамину, хотя и не активнее кломипрамина. Мета-анализ 6 исследований не показал различия между милнаципраном и СИОЗС.
Как и у других антидепрессантов, должно пройти от 1 до 4 недель для получения положительной динамики.

## Фармакокинетика
Милнаципран хорошо абсорбируется из ЖКТ, биодоступность 85 %, приём пищи не влияет на скорость и степень абсорбции. Cmax достигается через 2 часа. Период полувыведения 8 часов. Не увеличивается при заболеваниях печени, почек и пожилом возрасте.
Метаболизируется главным образом конъюгацией с глукуроновой кислотой и в неизменном виде почками (через почки 90 %). Не взаимодействует с CYP.

## Показания и дозировка
Милнаципран используют при лечении:
- депрессивных расстройств («большая депрессия»);
- хронического болевого синдрома;
- фибромиалгии.

При депрессии рекомендуется применять 50 мг 2 раза в день, желательно во время еды (после 1—4 дней приёма в дозе 50 мг). У пациентов с болезнями почек следует применять меньшие дозы.
После купирования симптомов депрессивного расстройства необходим приём милнаципрана в течение не менее 9 месяцев для профилактики рецидива.
При фибромиалгии суточная доза составляет 100—200 мг.
При лечении резистентных депрессий для достижения большего количества ремиссий, чем при использовании одного препарата, милнаципран может применяться в комбинации с другими антидепрессантами. Например, в сочетании с бупропионом, обладающим, как и милнаципран, стимулирующими, энергизирующими свойствами. Либо вместе с миртазапином, который дает противоположный, седативный эффект.

## Противопоказания
Назначения милнаципрана нужно избегать:
- в случае известной гиперчувствительности (абсолютное противопоказание);
- пациентам до 15 лет (нет достаточных клинических данных);
- в случае сопутствующего лечения необратимыми и обратимыми ингибиторами МАО, сердечными гликозидами и 5-HT1D-агонистами (суматриптан) (абсолютное противопоказание).

Относительные противопоказания: обструкция мочевыводящих путей любого происхождения, миокардиопатия, наличие в прошлом судорожных припадков. 
С осторожностью назначают:
- при сопутствующем приёме адреналина, норадреналина, клонидина и обратимых ингибиторов МАО (моклобемид);
- при заболеваниях почек (требуется снижение дозы);
- при доброкачественной гиперплазии предстательной железы (возможны нарушения мочеиспускания), гипертонической болезни и болезни сердца (тахикардия также может быть проблемой), открытоугольной глаукоме.

Милнаципран нельзя применять во время беременности, поскольку он может проникать через плацентарный барьер. Достоверных исследований на животных и людях по этой проблеме не проводилось. Во время приёма милнаципрана нельзя кормить грудью, так как он выделяется с молоком, а данных о влиянии на новорождённого нет.

## Лекарственное взаимодействие
- Ингибиторы МАО, литий — серотониновый синдром, возможен смертельный исход.
- 5-HT1D-агонисты — спазм коронарных сосудов, риск стенокардии и инфаркта миокарда.
- Адреналин и норадреналин провоцируют развитие гипертонического криза и аритмии.
- MDMA — гипертонический криз.
- Клонидин — уменьшает гипотензивный эффект клонидина и его производных.
- Дигоксин (особенно при парентеральном применении) — усиливает гемодинамические расстройства.
- Алкоголь — нет сведений о взаимодействии.

## Побочные эффекты
Милнаципран чаще других селективных ингибиторов обратного захвата серотонина и норадреналина вызывает обострение тревоги, возбуждение, бессонницу, тахикардию в начале лечения. Однако благодаря своему относительно слабому серотонинергическому действию реже других препаратов этой группы даёт сексуальные побочные эффекты: аноргазмию, снижение либидо, торможение эякуляции.
Побочными эффектами милнаципрана являются также тремор, дизурические явления, головная боль, желудочно-кишечные расстройства (тошнота, рвота), головокружение, потливость, боли в яичке. Частота побочных эффектов со стороны сердечно-сосудистой системы и антихолинергических побочных действий достоверно ниже, чем при использовании трициклических антидепрессантов.
Отмечены случаи гипертонии и гипотонии; повышение активности печёночных трансаминаз. Инверсия аффекта (мания или гипомания), которая может возникнуть в результате приёма милнаципрана, требует прекращения лечения. Также отмечены случаи возникновения бреда. Несмотря на то, что милнаципран не обладает выраженным седативным эффектом, он благоприятно влияет на сон у пациентов с депрессией (продолжительность и качество). У ажитированных пациентов с суицидальными мыслями добавляют транквилизаторы.